# Barátom, Dahmer
A Barátom, Dahmer (eredeti cím: My Friend Dahmer) 2017-es amerikai életrajzi bűnügyi filmdráma, amelyet Marc Meyers írt és rendezett Jeffrey Dahmer amerikai sorozatgyilkosról. A főbb szerepekben Ross Lynch, Alex Wolff, Dallas Roberts és Anne Hache látható.
A film premierje a 2017-es Tribeca Filmfesztiválon volt, az Amerikai Egyesült Államokban 2017. november 3-án jelent meg a Hulu forgalmazásában. Magyarországon 2024. december 14-én a FilmBox Premium mutatta be. Világszerte 1,4 millió dolláros bevételt hozott. Általánosságban pozitív véleményeket kapott a kritikusoktól, akik dicsérték a film történelmi pontosságát és Lynch alakítását.

## Cselekmény
A film az 1970-es években játszódik. A középiskolás Jeffrey Dahmer szüleivel, Joyce-szal és Lionellel, valamint öccsével, Dave-vel él Ohio vidékén. Vonzódik egy kocogóhoz, aki rendszeresen elszalad a szülei háza előtt, de homoszexuális érzéseit magában tartja. Iskolájában kívülállónak számít, és zaklatják. Szabadidejében az út széléről gyűjti az elpusztult állatokat, amelyeket a szülei háza mögötti fészerben tart, és savban oldja fel csontig. Lionel Dahmer, aki munkája miatt ritkán van jelen, nem kedveli fia hobbiját. Megsemmisíti a gyűjteményt, és elvárja, hogy Jeff „normálisabb” legyen, és barátokat szerezzen.
Az iskolában Jeff bizarr viccekkel kezdi felhívni magára osztálytársai figyelmét: Órák alatt nyöszörög, anyja lakberendezőjének görcsösségét utánozza, krétával hullákat fest a padlóra, hamis hurrikánriadót fúj, és epilepsziás rohamot színlel. Osztálytársai, Derf, Mike és Neil ezután megalakítják a „Dahmer Fan Club”-ot, amelynek fő célja, hogy Jeffet még több hülyeségre buzdítsák. Derf ihletet érez Jeff által, és különböző helyzetekben komikus figuraként rajzolja le őt.
Otthon Jeff felfedezi, hogy drogfüggő édesanyja ismét tablettákat szed. Elárulja, még a terhessége óta szedi a gyógyszereket, és figyelmen kívül hagyja a fiú kéréseit az orvoshoz fordulásról. A szülei folyamatosan veszekednek, Jeff pedig frusztrációját fák ütögetésével és magas alkoholtartalmú italok fogyasztásával reagálja le. Ennek következtében barátai egyre inkább elfordulnak tőle.
Egy washingtoni iskolai kirándulás során Jeff felhívja az Egyesült Államok alelnökének irodáját, és egy privát túrát biztosítanak neki és barátainak, ahol találkoznak Walter Mondale-lal. Amikor hazatér az iskolai kirándulásról, megtudja, az apja elköltözött, és a szülei elválnak. Miután Mike-tól megtudja, hogy a kocogó neve nem más, mint Dr. Matthews, Jeff időpontot kér nála. A vizsgálat alatt erekciója lesz. Otthon maszturbál, és arról fantáziál, hogy Dr. Matthews holttestével fekszik. Hogy fantáziáját valósággá tegye, baseballütővel lesből rajtaüt, de nem támadja meg.
A Dahmer-fan klub úgy dönt, hogy Jeffnek még egy utolsót „alakítania” kell. Beleegyezik, és egy bevásárlóközpontban „megőrül” osztálytársai szórakoztatására. Később meghív egy lányt a bálba, de annyira kényelmetlenül érzi magát a bálon, hogy elhalasztja a randevút, és az este hátralévő részét az autójában tölti. Nem sokkal később az anyja közli vele, hogy elköltözik Dave-vel. Meg kell ígérnie, hogy nem szól Lionelnek. Jeff mostantól egyedül él a szülei házában. Az érettségi után egy este Derf felajánl neki egy fuvart hazafelé. Odaérve beszélgetnek a jövőre vonatkozó terveikről. Derf oda akarja adni Jeffnek a rajzait, de Jeff visszautasítja. Derf elhajt, és elveszíti a kapcsolatot Jeffel. Az utolsó jelenetben Jeff felvesz egy stoppost, aki Steven Hicksként mutatkozik be. A film végi stáblista alatt a nézők megtudják; Steven Hickset soha többé nem látták, míg Jeffrey Dahmer a letartóztatása után bevallotta, hogy 17 embert ölt meg.

## Szereplők
| Szerep                                         | Színész            | Magyar hang       |
| ---------------------------------------------- | ------------------ | ----------------- |
| Jeffrey Dahmer, Lionel és Joyce fia            | Ross Lynch         | Czető Ádám        |
| John "Derf" Backderf, Jeffrey legjobb barátja  | Alex Wolff         | Kékesi Gábor      |
| Dr. Matthews                                   | Vincent Kartheiser | Karácsonyi Zoltán |
| Joyce Dahmer, Lionel felesége és Jeffrey anyja | Anne Heche         | Orosz Anna        |
| Lionel Dahmer, Joyce férje és Jeffrey apja     | Dallas Roberts     | Posta Victor      |
| Neil Davis, Jeffrey és Backderf egyik barátja  | Tommy Nelson       | Pálmai Szabolcs   |
| Mike, Dahmer és Backderf barátja               | Harrison Holzer    | Bogdán Gergő      |
| Moose, egy zaklató Jeffrey középiskolájában    | Cameron McKendry   |                   |
| Lloyd Figg                                     | Miles Robbins      | Czető Roland      |
| Dave Dahmer, Jeffrey öccse                     | Liam Koeth         |                   |
| Bridget                                        | Lily Kozub         |                   |
| Steven Hicks                                   | Dave Sorboro       |                   |

### Magyar változat
- Magyar szöveg és szinkronrendező: Berzsenyi Zoltán
- Hangmérnök és vágó: Hegyesi Ákos
- Felvevő hangmérnök: Darvas Bence
- Gyártásvezető: Mészáros Szilvia
- Produkciós vezető: Legény Judit

A szinkront a Laborfilm Szinkronstúdió készítette el.

## A film készítése
A forgatókönyv felkerült a 2014-es Black List-re, amely a legjobb meg nem valósított forgatókönyvek éves gyűjteménye. Ross Lynch 2016-ban kapta meg a tinédzser Jeffrey Dahmer szerepét. Lynch korábban a Disney Channel tinisztárjaként vált ismertté, különösen az Austin és Ally című sorozat főszereplőjeként. Derf Backderf, a film alapjául szolgáló képregény szerzője lelkesedett ezért a váratlan szereposztásért, és úgy vélte, hogy Lynch alakítása azért lesz nyugtalanító, mert a nézők számára "túl ismerősnek" fog tűnni. Ugyanabban a hónapban Alex Wolff, Vincent Kartheiser és Anne Heche is csatlakozott a szereplőgárdához.  
A forgatás Ohio államban, Bath és Middleburg Heights városában zajlott. A Dahmer család otthonában játszódó jeleneteket Dahmer gyerekkori házában vették fel. A film színészei elmondták, hogy hátborzongató élmény volt egykori otthonában dolgozni, ahol a sorozatgyilkos személyiségének torzulása elkezdődött.

## Bemutató
A film premierje 2017. április 21-én volt a Tribeca Filmfesztiválon. 2017. május 15-én a FilmRise megvásárolta a film forgalmazási jogait, és őszre tervezi a bemutatót. A film 2017. november 3-án került a mozikba korlátozott számú mozikban, majd a következő hónapban széles körben is bemutatásra került.